# Orlando Antonio Naranjo Villarroel
| Asteroidi scoperti: 37 | Asteroidi scoperti: 37 | Asteroidi scoperti: 37 |
| ---------------------- | ---------------------- | ---------------------- |
| 9357 Venezuela         | 11 gennaio 1992        |                        |
| 9605 A Coruña          | 11 gennaio 1992        |                        |
| (10344) 1992 CA2       | 12 febbraio 1992       | [1]                    |
| (11089) 1994 CS8       | 8 febbraio 1994        |                        |
| 11193 Mérida           | 11 dicembre 1998       |                        |
| 12359 Cajigal          | 22 settembre 1993      |                        |
| 12360 Unilandes        | 22 settembre 1993      |                        |
| 12366 Luisapla         | 8 febbraio 1994        |                        |
| 12367 Ourinhos         | 8 febbraio 1994        |                        |
| 12758 Kabudari         | 22 settembre 1993      |                        |
| (14005) 1993 SO3       | 22 settembre 1993      |                        |
| (14918) 1994 BP4       | 21 gennaio 1994        |                        |
| 15050 Heddal           | 12 dicembre 1998       |                        |
| 15453 Brasileirinhos   | 12 dicembre 1998       |                        |
| (16565) 1992 CZ1       | 12 febbraio 1992       | [1]                    |
| 16645 Aldalara         | 22 settembre 1993      |                        |
| 17494 Antaviana        | 11 gennaio 1992        |                        |
| 17873 Palaciosdeborao  | 11 dicembre 1998       |                        |
| (23501) 1992 CK1       | 12 febbraio 1992       | [1]                    |
| (29691) 1998 XH96      | 11 dicembre 1998       |                        |
| (29692) 1998 XE97      | 11 dicembre 1998       |                        |
| (31384) 1998 XE96      | 11 dicembre 1998       |                        |
| (31385) 1998 XF96      | 11 dicembre 1998       |                        |
| (35678) 1998 XW96      | 11 dicembre 1998       |                        |
| (48565) 1994 CA9       | 8 febbraio 1994        |                        |
| (49430) 1998 XZ96      | 11 dicembre 1998       |                        |
| (56065) 1998 XB97      | 12 dicembre 1998       |                        |
| (59151) 1998 XK96      | 12 dicembre 1998       |                        |
| (66189) 1998 XA97      | 12 dicembre 1998       |                        |
| 74400 Streaky          | 11 dicembre 1998       |                        |
| 79864 Pirituba         | 11 dicembre 1998       |                        |
| 79889 Maloka           | 8 gennaio 1999         |                        |
| (91210) 1998 XS96      | 11 dicembre 1998       |                        |
| (96609) 1999 AQ35      | 9 gennaio 1999         |                        |
| (120997) 1998 XT96     | 11 dicembre 1998       |                        |
| (137096) 1998 XG97     | 11 dicembre 1998       |                        |
| (137169) 1999 GY9      | 9 aprile 1999          |                        |
| - [1] con Jurgen Stock |                        |                        |

Orlando Antonio Naranjo Villarroel (Anaco, 13 giugno 1951) è un astronomo venezuelano.
È professore all'Università delle Ande ed è un prolifico scopritore di asteroidi.